# Marcipa insulata
Marcipa insulata là một loài bướm đêm trong họ Erebidae.